# Кропивино
Кропи́вино (рос. Крапивино) — присілок у складі Міжріченського району Вологодської області, Росія. Входить до складу Сухонського сільського поселення.

## Населення
Населення — 12 осіб (2010; 14 у 2002).
Національний склад (станом на 2002 рік):
- росіяни — 100 %